# 九曲橋

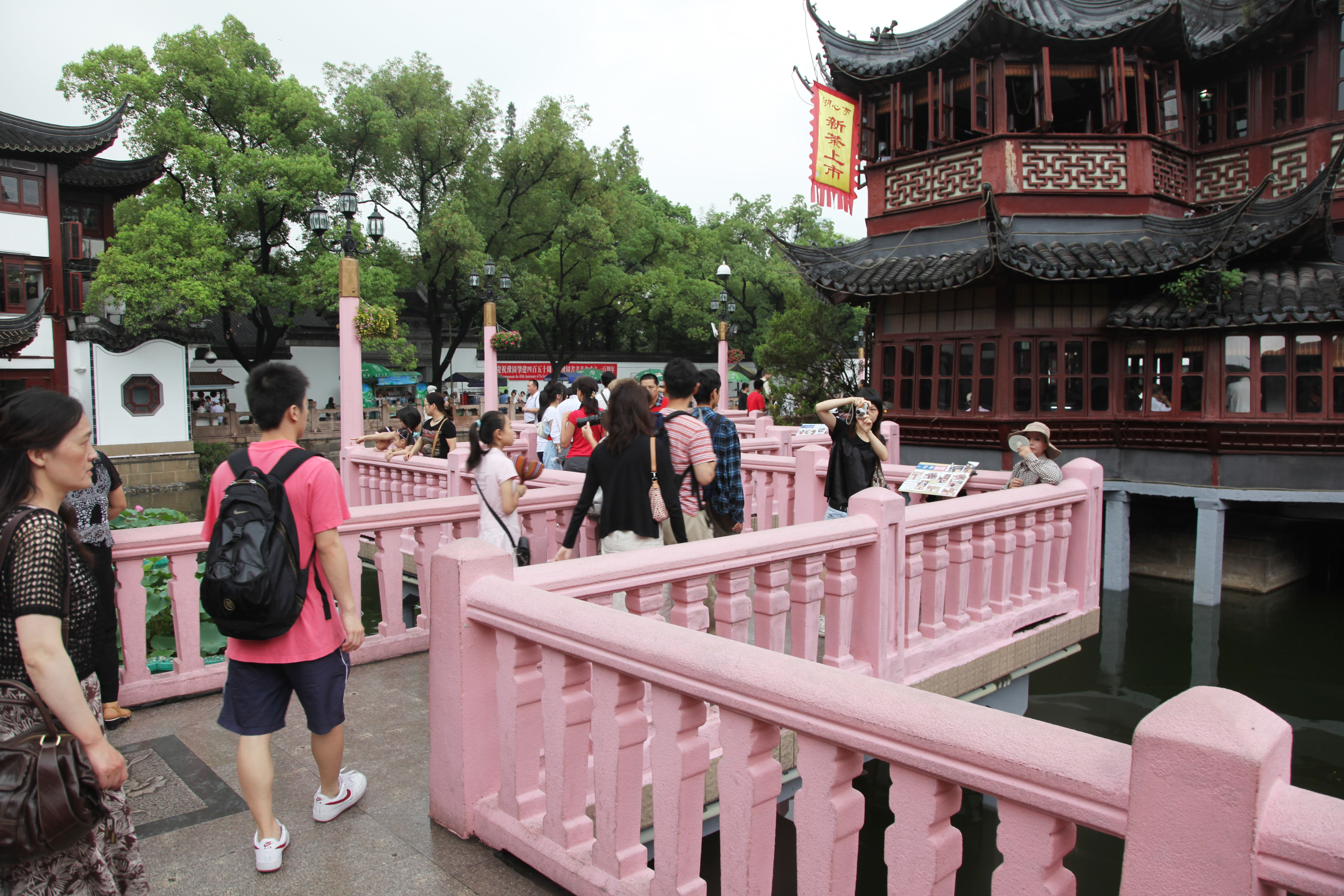
上海豫园的九曲橋

九曲橋是行人橋的一種，源自中國園林建築，宋朝建築，其橋面九曲十三彎，曲折迂迴，成鋸齒形勢. 例如在西湖平湖上，九曲橋有九曲十八彎，每個彎曲的角度大小各異，有90度直角，也有小於90度。橋面花崗石石板，彎曲處石板上雕刻花朵，水仙、杏花、桃花特色，而十二月是臘梅。

## 相關

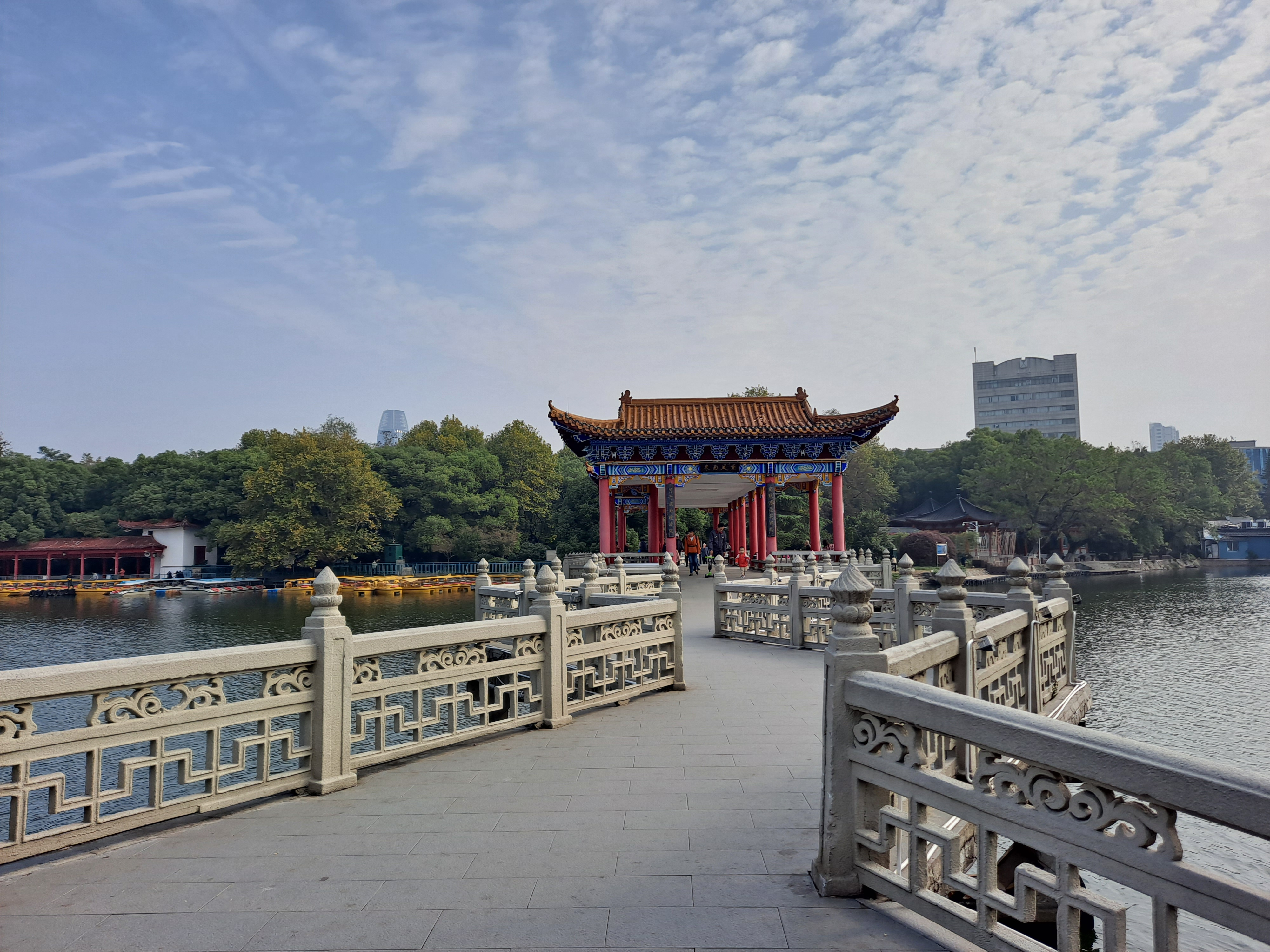
東湖九曲桥

- 碧湖公園
- 悟園
- 名園
- 簡宏璋
- 春秋閣 (高雄市)

- 東湖 (南昌)
- 蓮池潭
- 澄清湖
- 高雄地下街
- 青年公園 (台北市)
- 笨港口港口宮
- 南翔饅頭店
- 賽馬會德華公園
- 盧廉若公園
- 紀念孫中山市政公園